# Le Trio de l'étrange
Le Trio de l'étrange est la cinquième histoire de la série Yoko Tsuno de Roger Leloup. Elle est publiée pour la première fois du no 1726 au no 1742 du journal Spirou, puis en album en 1972. Cette histoire est intégrée au premier album de la série.

## Résumé

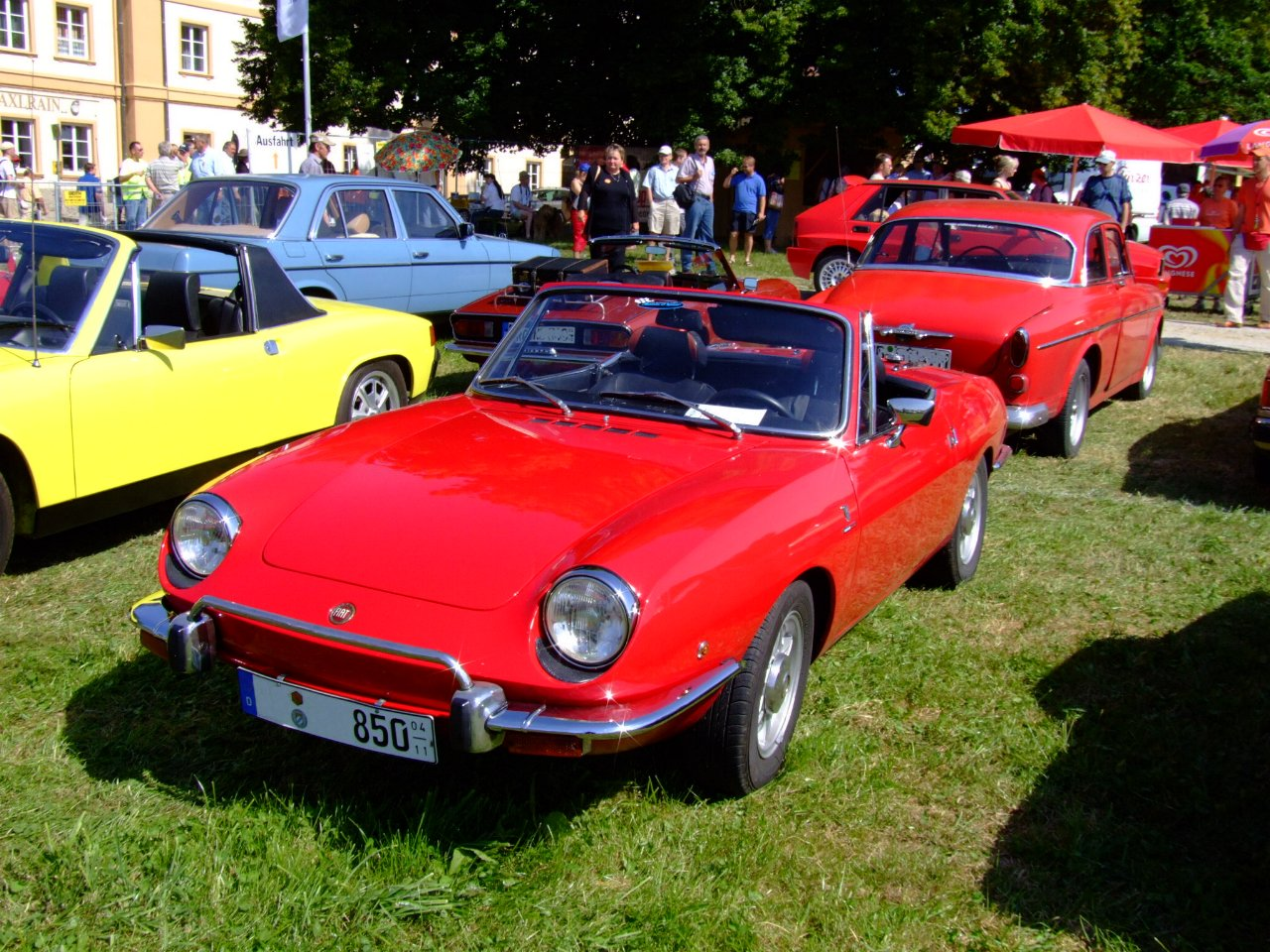
La Fiat 850 Sport Spider de Vic.

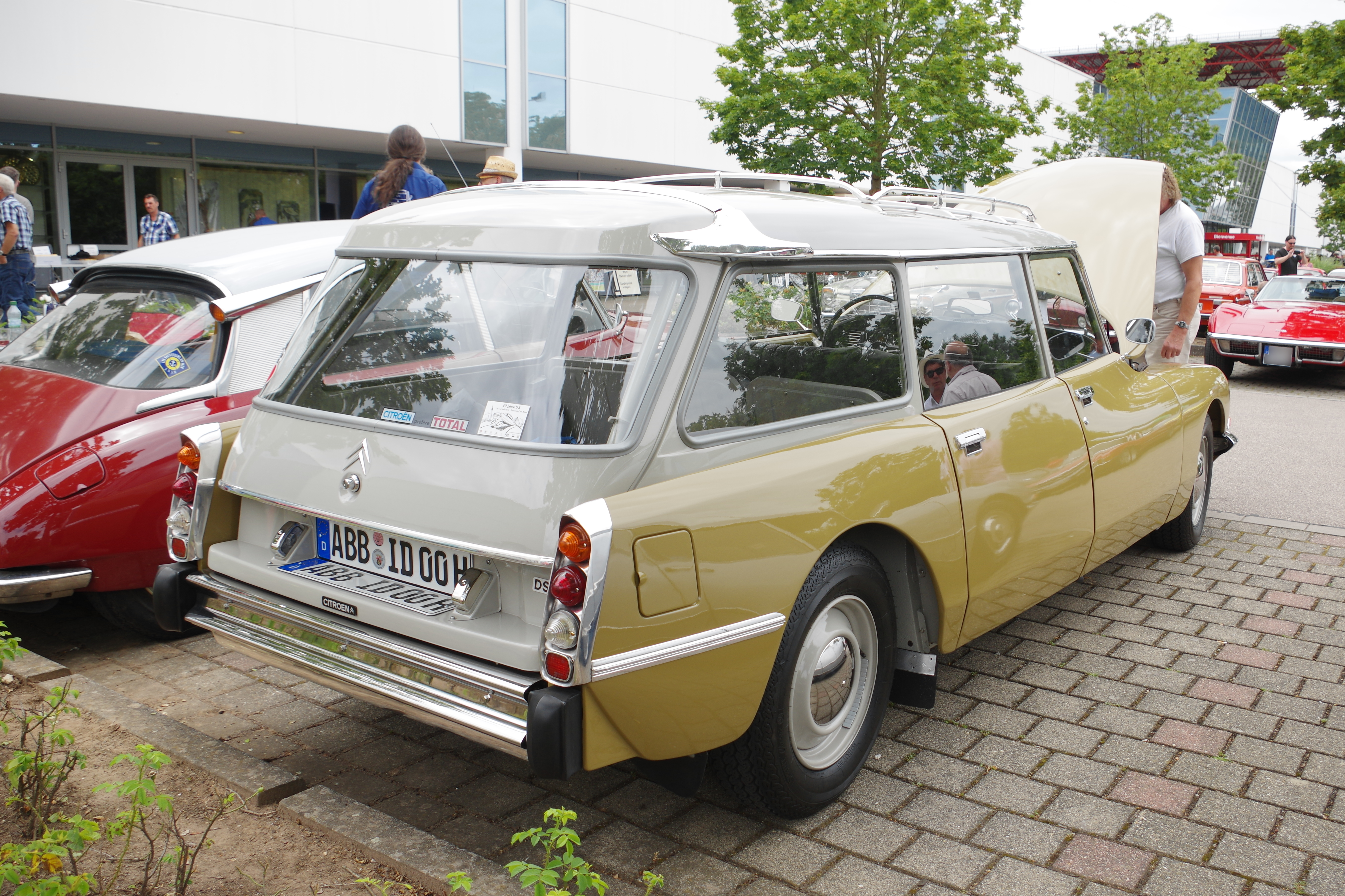
La Citroën DS break utilisée par Vic et Pol.

Vic Vidéo, réalisateur de télévision, et Pol Pitron, cameraman, croisent un jour la route de Yoko Tsuno, ingénieur en électronique. Ils lui offrent un travail pour un reportage sur un gouffre et le mystère de la résurgence de son cours d'eau.
Durant le reportage, ils sont aspirés par un siphon et découvrent une civilisation extraterrestre, les Vinéens, qui vivent sous terre, depuis 400 000 ans…
Le Vinéen Karpan voulant les tuer, ils seront amenés à explorer ce monde souterrain en compagnie de Khâny et de sa jumelle, Poky, et à découvrir, puis détruire, une intelligence artificielle qui s'était peu à peu développée à l'insu des Vinéens et contrôlait en partie leur base.

## Personnages
| Trio                                  | Alliés Vinéens         | Adversaires Vinéens |
| ------------------------------------- | ---------------------- | ------------------- |
| - Yoko Tsuno - Vic Vidéo - Pol Pitron | - Khâny - Poky - Trâja | - Karpan            |

## Dessin
Le dessin est encore hésitant et ne sera stabilisé que dans le volume suivant. Les personnages constituent le gros problème du dessinateur, qui, s'il a appris et perfectionné durant son apprentissage à peu près tous les éléments annexes du récit dessiné — mise en pages, décors, engins, lettrage et composition de l'image, couleurs, etc. —, éprouve quelques difficultés dans les visages et les attitudes, Hergé ne lui ayant jamais fait dessiner de personnages[réf. nécessaire]. Bien que Maurice Tillieux lui ait conseillé d'adopter un style semi-caricatural, Leloup s'oriente vers un certain réalisme sans trop se préoccuper de certains détails comme les plissés des vêtements.

## Publication

### Revues
Il a été prépublié dans le Journal Spirou numéros 1726 à 1742 du 13 mai au 2 septembre 1971.

### Album
Cette histoire est publiée en album pour la première fois en 1972 chez Dupuis et connaitra diverses rééditions par la suite. En 2006, elle est intégrée au premier volume de l'Intégrale Yoko Tsuno, De la Terre à Vinéa,.